# Dopravní kužel

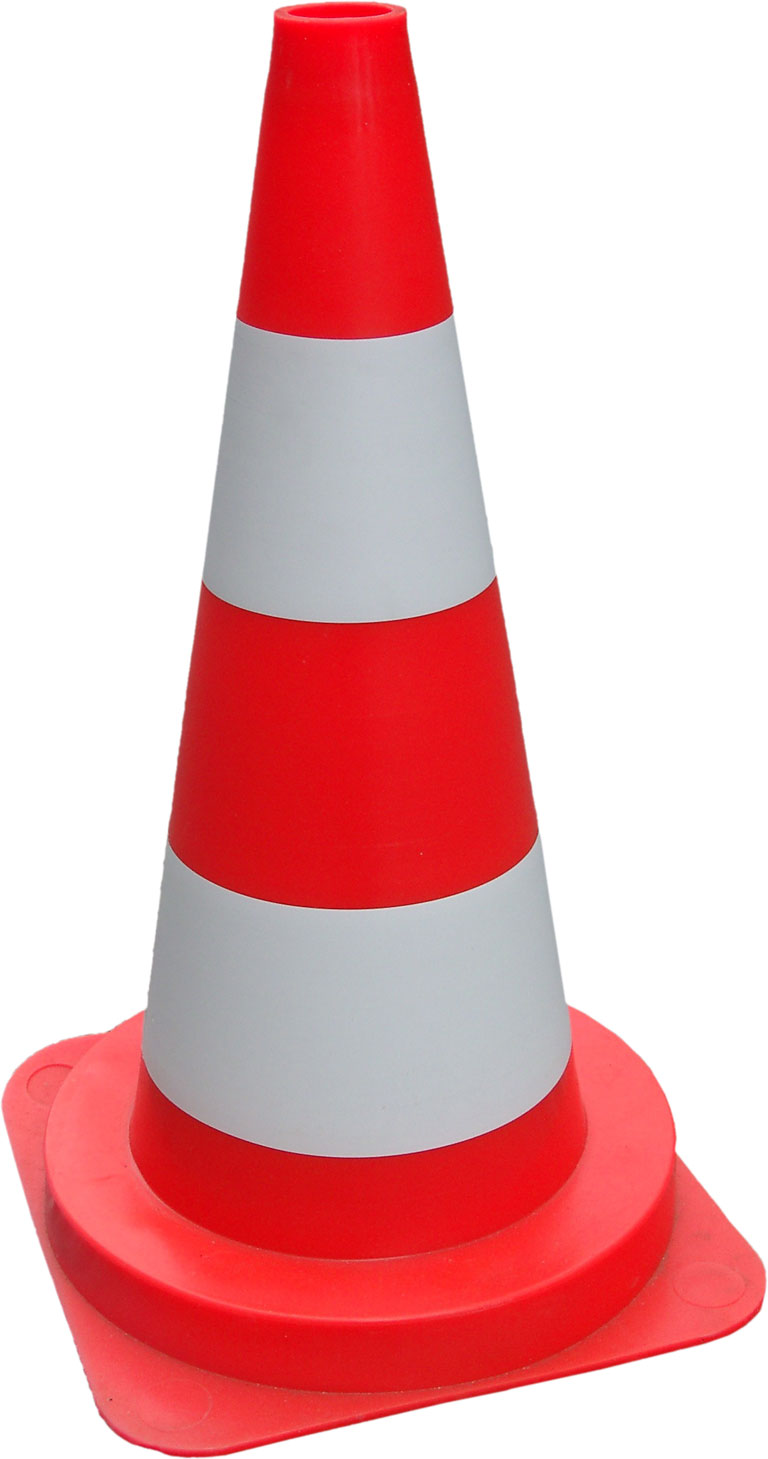
Dopravní kužel

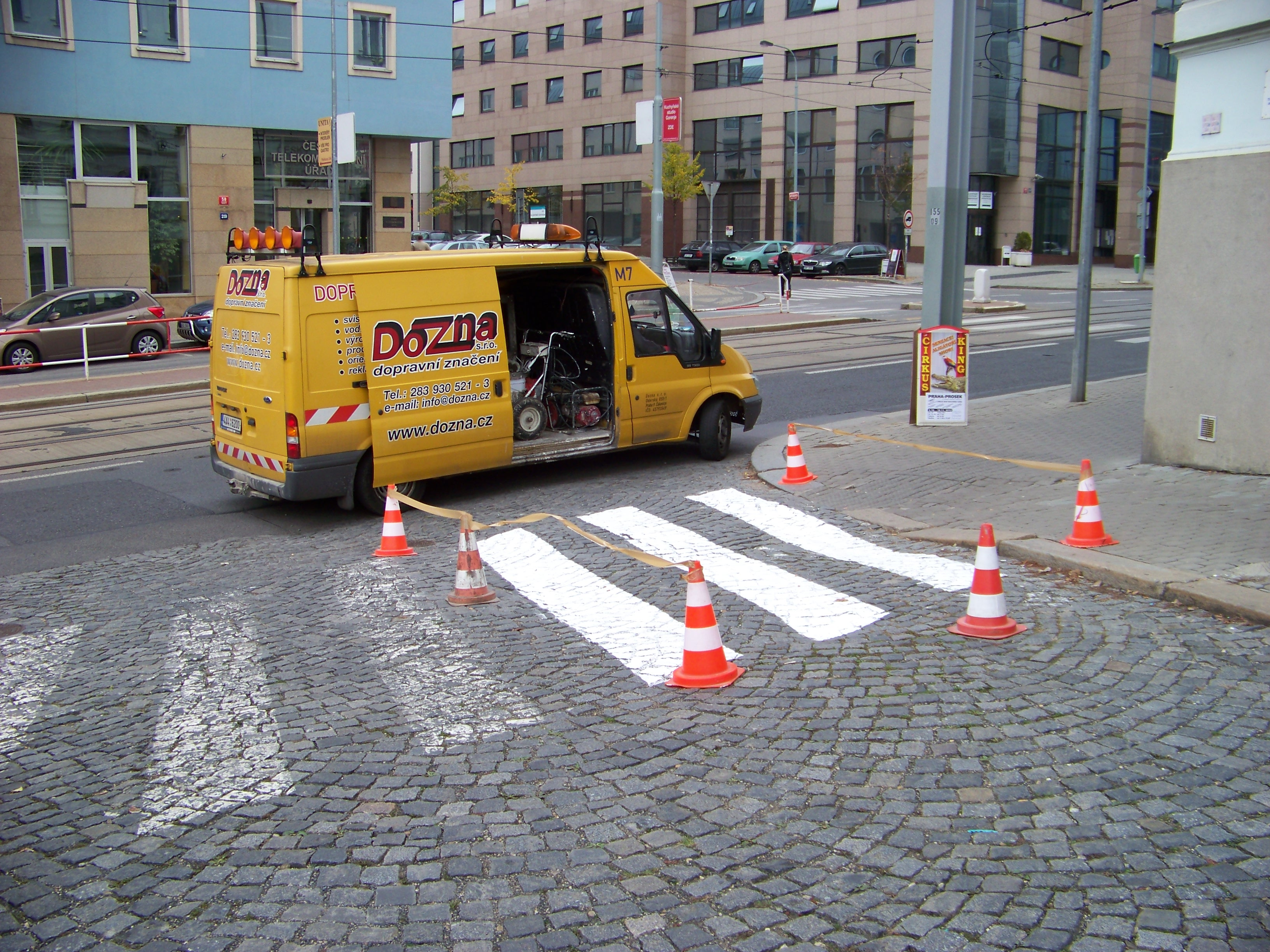
Použití dopravních kuželů k označení čerstvě provedeného vodorovného značení

Dopravní kužel patří mezi dopravní zařízení. Označuje místo, kde řidič nesmí se svým vozidlem vjet a ani poškodit nebo vyvrátit kužel. Dopravní kužely se umisťují v řadě za sebou a mají tedy stejný význam jako podélná souvislá čára. Dopravní kužely mají ve své výbavě hasičské technické automobily, policejní vozidla, vozidla údržby silnic a vozidla odtahových služeb.
Dopravní kužely se používají zejména k dočasné reorganizaci dopravního zařízení, např. při opravě silnice, dopravní nehodě apod. Pro lepší viditelnost mohou být doplněny o reflexní pruh.

## Historie
Dopravní kužely vynalezl Američan Charles D. Scanlon, který si jej v roce 1943 nechal patentovat.